# Clotilde Crespo de Arvelo
Clotilde Crespo de Arvelo   (Los Teques, 1887 - 1959) va ser una poeta i novel·lista veneçolana.
Afiliada al Centre Nacional de Dames Catòliques, va viure a la Plaça Sucre de Caracas. Entre les seves obres s'inclouen Impresiones de viaje por los Estados Unidos (1915), Flores de invernadero (1921), A través de los Andes (1926), De los predios del Senor (1927) i Visiones de Europa (1928). Es va casar amb Enrique Arvelo, agent sud-americà de Chalmers Automobile de Detroit (Estats Units d'Amèrica).